# اسدا (دهانه)
اسدا یک دهانه برخوردی در ماه است.